# 蘭伯頓 (明尼蘇達州)
蘭伯頓（英語：Lamberton）是一個位於美國明尼蘇達州雷德伍德縣的城市。

## 歷史
蘭伯頓於1873年成立，1879年升格為城市，得名自鐵路公司老闆亨利·威爾遜·蘭伯頓（Henry Wilson Lamberton）。蘭伯頓的郵局自1873年起營運至今。

## 人口
根據2020年美國人口普查的數據，蘭伯頓的面積為1.98平方千米，皆為陸地。當地共有人口792人，而人口密度為每平方千米400人。